# リーズビル (ノースカロライナ州)
リーズビル（英: Reidsville）は、アメリカ合衆国ノースカロライナ州北中部ロッキンガム郡の都市である。2010年国勢調査での人口は14,520 人だった。
リーズビルは19世紀初期に前進基地として、またソールズベリーとバージニア州ダンビルとを結ぶ駅馬車の停車地として設立された。当初は「ライトの交差点」と呼ばれていた。町は、地元農家、実業家、治安判事、およびノースカロライナ州知事を務めたデイビッド・S・リードの父であるリューベン・リードの一家が所有する家1軒と宿屋のみの状態から、主にタバコの栽培と紙巻きたばこの生産を支える繁栄する農業社会に成長した。1873年、リーズビルはノースカロライナ州議会によって公式に法人化され、アメリカン・タバコ・カンパニーの重要な拠点となった。同社は市と郡の住民を多く雇用した。リーズビル経済の根幹であり続けたが、1994年に身売りして閉鎖された。多くの繊維工場が市内で設立され、コーン・ミルズとバーリントン・インダストリーズが20世紀半ばにその多くを統合したものの、その大半が現在までに閉鎖された。近年、リーズビルは経済的不況を味わってきたが、周辺の大都市のために開発資源を提供するベッドタウンとして、成長が再開されている。

## 地理
リーズビル市は北緯36度20分43秒 西経79度40分30秒 / 北緯36.34528度 西経79.67500度 (36.345347, −79.675094)に位置している。
アメリカ合衆国国勢調査局に拠れば、市域全面積は14.9平方マイル (39 km2)であり、このうち陸地13.4平方マイル (35 km2)、水域は1.5平方マイル (3.9 km2)で水域率は10.14%である。

## 歴史
1873年にノースカロライナ州議会によって法人化されたリーズビル市の初期の形は19世紀初期にまで遡り、リトル・トラブルサム・クリーク地域のウィリアム・ライトがダンビルとセイラムを繋ぐ道路沿いに酒場と店を所有していた。この前進基地はライトの交差点と呼ばれ、現在のリーズビル市の初期の姿だった。ライトの息子であるネイサンと、さらにその義理の息子であるロバート・ペイン・リチャードソンが町の管理を続けた。リトル・トラブルサム・クリークを見下ろす丘の上に1842年に建設したリチャードソンの家が、今もリチャードソン・ドライブ沿いに立っており、市内で最古の現存する家屋となっている。
ホーガンズ・クリーク地域のリューベン・リードが、その妻エリザベス・ウィリアムズ・セトル、息子のデイビッド・セトル・リードを連れて移動して来て、1814年5月にウルフ・アイランドとリトル・トラブルサム・クリークの間の尾根に700エーカー (2.8 km2) の農園を開いた。リューベン・リードは成功した農夫となり、自宅で店舗と公共の宿屋を運営し、警官および治安判事として郡の仕事をした。デイビッド・リードが初代の郵便局長に指名された。後には州上院議員（在任1835年-1842年）、州選出アメリカ合衆国下院議員（同1843年-1847年）、ノースカロライナ州知事（1850年）、さらに州選出アメリカ合衆国上院議員（1854年）を務めた。
1858年11月26日、バージニア州ピットシルベニア郡のウィリアム・リンゼーが、リーズビルと呼ばれた広さ384エーカー (1.55 km2) の土地の最高入札者となった。リンゼーとその妻、郡北部住人のジョセフ・ホルダービーの娘であるサラ・ホルダービーが、リューベン・リードがその店の向かい側に建てていた木造家屋に移って来た。それが村で最初の木造家屋としてリーズビルの目印になっている。
リーズビルはロッキンガム郡の東中部にある。サザン鉄道が市中心部を北から南に通された。町は1873年に州議会によって法人化された。長年タバコが地域経済の根幹であり、市の歴史はアメリカン・タバコ・カンパニーの歴史と密接に結びつけられている。1994年に同社が売却され、市の指導者達が地方経済を多様化させ、市をそのモットーである「より良い明日のために注力する」で生きていくものとして確立させた。リーズビル商工会議所は1923年に町の事業指導者達によって設立されたものであり、現在は中心街に事務所を置いている。
リーズビル市内のアメリカ合衆国国家歴史登録財としては、チンクァ・ペン・プランテーション、第一バプテスト教会、ジェニングス・ベイカー邸、リューベン・ウォレス・マコラム邸、北ワシントン・アベニュー・ワーカースハウス、ペン邸、デイビッド・S・リード知事邸、旧リーズビル高校、リーズビル歴史地区、リチャードソン邸宅群歴史地区がある。

## 人口動態
以下は2010年の国勢調査による人口統計データである。
| 基礎データ - 人口: 14,520 人 - 世帯数: 6,013 世帯 - 家族数: 3,902 家族 - 人口密度: 418.3人/km2（1,083.1 人/mi2） - 住居数: 6,477 軒 - 住居密度: 187.0軒/km2（484.3 軒/mi2） 人種別人口構成 - 白人: 57.02% - アフリカン・アメリカン: 39.52% - ネイティブ・アメリカン: 0.21% - アジア人: 0.64% - 太平洋諸島系: 0.06% - その他の人種: 1.35% - 混血: 1.19% - ヒスパニック・ラテン系: 2.63% | 年齢別人口構成 - 18歳未満: 23.4% - 18-24歳: 6.8% - 25-44歳: 28.0% - 45-64歳: 23.0% - 65歳以上: 18.8% - 年齢の中央値: 40歳 - 性比（女性100人あたり男性の人口） - 総人口: 84.2 - 18歳以上: 78.0 世帯と家族（対世帯数） - 18歳未満の子供がいる: 27.5% - 結婚・同居している夫婦: 42.7% - 未婚・離婚・死別女性が世帯主: 18.3% - 非家族世帯: 35.1% - 単身世帯: 31.3% - 65歳以上の老人1人暮らし: 14.4% - 平均構成人数 - 世帯: 2.34人 - 家族: 2.92人 | 収入と家計 - 収入の中央値 - 世帯: 31,040米ドル - 家族: 37,553米ドル - 性別 - 男性: 30,745米ドル - 女性: 21,991米ドル - 人口1人あたり収入: 17,414米ドル - 貧困線以下 - 対人口: 15.1% - 対家族数: 11.6% - 18歳未満: 23.9% - 65歳以上: 14.7% |

## 中心街

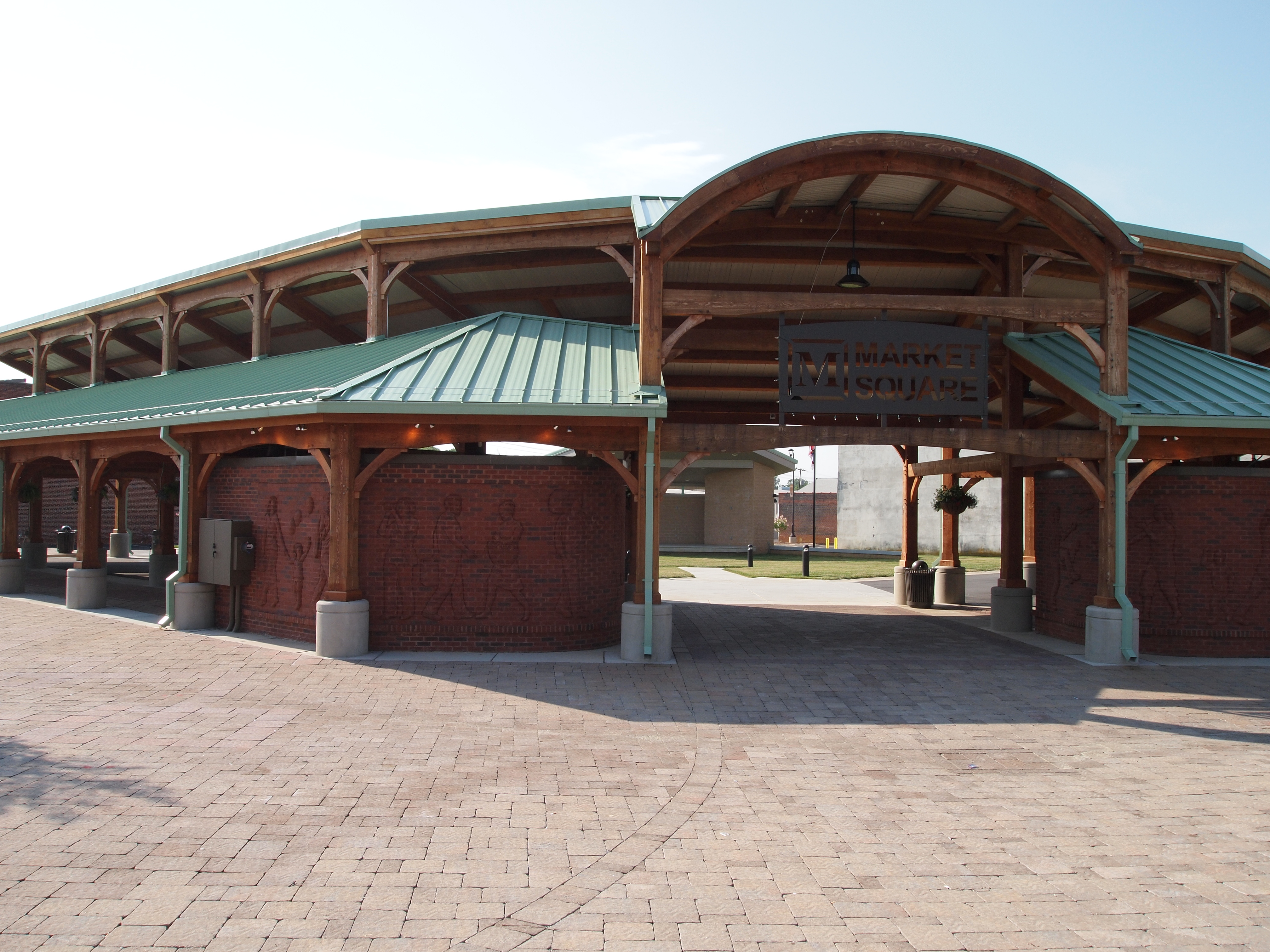
マーケット広場

リーズビルの中心街は、1970年代に州内の多くの町が経験したのと同様に、郊外のモールやショッピングセンターの出現によって、事業機会が減少した。リーズビル中心街会社は中心街地区税で資金手当てされた非営利組織であり、1976年に創設され、中心街の再活性化に携わっている。
中心街会社とリーズビル市の合同プロジェクトにより、メインストリート・プログラム、通り景観プログラム、ファサード・インセンティブ・グラント・プログラムが推進されている。これらプログラムのそれぞれは、中心街の再活性化と地域美観の完全に資するために始められた。

## 表彰
- 全米都市賞 – 2008年

## 著名な出身者
- トニー・ライス – ギタリスト、ブルーグラスbluegrass musician